# Сестренское сельское поселение
Се́стренское се́льское поселе́ние — муниципальное образование в составе Камышинского района Волгоградской области.
Административный центр — село Вихлянцево.

## История
Сестренское сельское поселение образовано 5 марта 2005 года в соответствии с Законом Волгоградской области № 1022-ОД.

## Население
| 2010  | 2012  | 2013  | 2014  | 2015  | 2016  | 2017  |
| ----- | ----- | ----- | ----- | ----- | ----- | ----- |
| 1262  | ↘1255 | ↘1249 | ↘1230 | ↘1219 | ↗1229 | ↘1197 |
| 2018  | 2019  | 2020  | 2021  |       |       |       |
| ↗1211 | ↗1221 | ↘1209 | ↘1204 |       |       |       |

## Состав сельского поселения
| № | Населённый пункт | Тип населённого пункта       | Население |
| - | ---------------- | ---------------------------- | --------- |
| 1 | Вихлянцево       | село, административный центр | 1103      |
| 2 | Ионов            | хутор                        | 34        |
| 3 | Поповка          | хутор                        | 125       |